# ميغيل مايا
ميغيل مايا (بالبرتغالية: Miguel Maia‏) (23 أبريل 1971 في البرتغال - ) هو لاعب كرة طائرة شاطئية ولاعب كرة طائرة البرتغال. شارك في الألعاب الأولمبية الصيفية 1996.

## وصلات خارجية
- ميغيل مايا على موقع الاتحاد الدولي beach volleyball database (الإنجليزية)
- ميغيل مايا على موقع قاعدة بيانات الكرة الطائرة الشاطئية (الإنجليزية)
- ميغيل مايا على موقع عالم الكرة الطائرة (الإنجليزية)
- ميغيل مايا على موقع دوري الدرجة الأولى الإيطالي للكرة الطائرة - رجال (الإيطالية)
- ميغيل مايا على موقع أوليمبيديا (الإنجليزية)